# Bonifácio II de Monferrato
Bonifácio II de Monferrato (em italiano:  Bonifacio II del Monferrato), também chamado de "Bonifácio II, o Gigante" (1202 – Moncalvo, 12 de junho de 1253) foi marquês de Monferrato e rei titular de Tessalônica. Esteve à frente dos destinos do reino de 1239 até 1253. Foi antecedido pelo imperador do Sacro Império Romano-Germânico, Frederico II e seguiu-se-lhe Guilherme VII de Monferrato. Era o único filho do marquês Guilherme VI de Monferrato (1170-1225) e de Berta de Clavesana (1180 – 1224).

## Casamento e descendência
Bonifácio teve, com Margarida de Saboia (1225 – 1268), filha de Amadeu IV de Saboia e de Ana de Borgonha, dois filhos:
1. Alessia (1240 – 1285)
2. Guilherme VII (1243 – 1292), que lhe sucedeu no governo de Monferrato

Bonifácio II foi enterrado próximo à Abadia de Lucedio, no comune de Trino.